# Cyathea villosa
Cyathea villosa är en ormbunkeart som beskrevs av Alexander von Humboldt, Amp; Bonpl. och Carl Ludwig Willdenow. Cyathea villosa ingår i släktet Cyathea och familjen Cyatheaceae. Inga underarter finns listade.